# NSDAP Külügyi Hivatal
Az NSDAP Külügyi Hivatala (németül: Außenpolitisches Amt der NSDAP, A.P.A. vagy APA) a náci párt szervezete volt. 1933 áprilisában állították fel a berlini Hotel Adlonban, közvetlenül a náci Machtergreifung ("hatalomátvétel") után. Alfred Rosenberg vezette.
A náci Németország külpolitikájának egyik központi hatósága volt a Neurath vezette Külügyminisztérium (AA), az Ernst Wilhelm Bohle vezette náci párti Auslandsorganisation (NSDAP/AO), valamint Joachim von Ribbentrop különleges irodája (Dienststelle Ribbentrop) és a Joseph Goebbels vezette Birodalmi Információs és Propagandaminisztérium (RMVP) mellett.
Az APA legkésőbb 1941 júliusában veszítette el politikai jelentőségét és funkcióját, amikor Rosenberget kinevezték a megszállt keleti területek birodalmi minisztériumának (Reichsministeriums für die besetzten Ostgebiete - RMfdbO) élére. Ettől kezdve számos APA alkalmazott dolgozott az RMfdbO-nál. 1943 februárjában az APA-t a "teljes háborús erőfeszítések" részeként leállították.

## Fordítás
Ez a szócikk részben vagy egészben  a   NSDAP Office of Foreign Affairs című angol Wikipédia-szócikk ezen változatának fordításán alapul.  Az eredeti cikk szerkesztőit annak laptörténete sorolja fel. Ez a jelzés csupán a megfogalmazás eredetét és a szerzői jogokat jelzi, nem szolgál a cikkben szereplő információk forrásmegjelöléseként.